# 内赫布里底群岛
内赫布里底群岛（英語：Inner Hebrides，意即“內部的島嶼”）是赫布里底群岛的一部分，處於海洋性氣候區，氣候溫暖濕潤。內赫布里底群島由35個有人島和44個無人島組成，總面積達1,594平方英里（4,130平方）。主要的經濟活動是旅遊業、農業、漁業和威士忌蒸餾。群島南北部由不同的政府管理。2011年人口為18,948。

## 外部連結

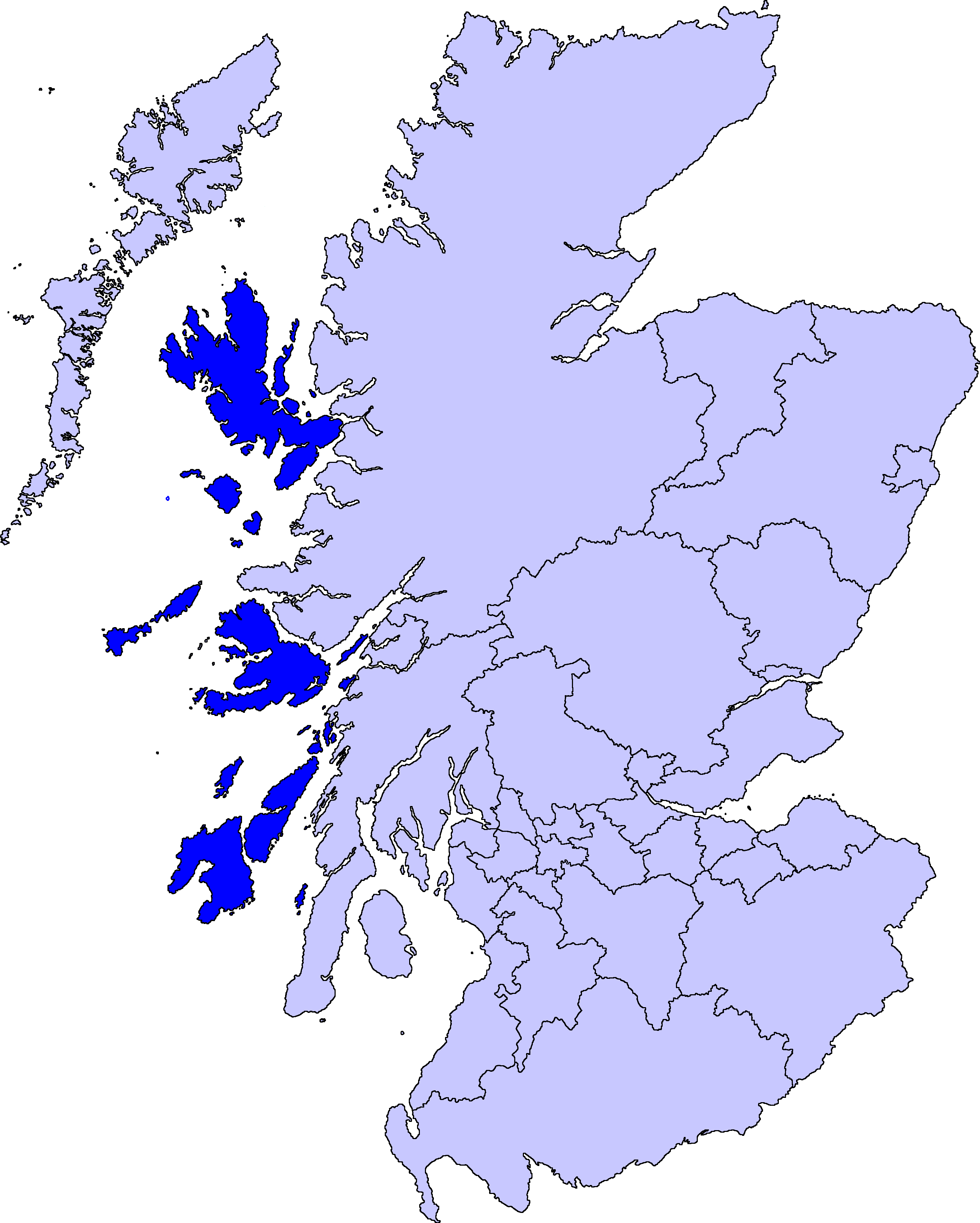
蘇格蘭的內赫布里底群島。

- Guide to Southern Inner Hebrides （页面存档备份，存于）

56°30′N 6°00′W / 56.500°N 6.000°W